# Absturz der Sikorsky S-61N OY-HAI
Beim Absturz des Sikorsky S-61N mit dem Luftfahrzeugkennzeichen OY-HAI am 25. Oktober 1973 in das Meer vor Westgrönland kamen alle 15 Insassen ums Leben. Der Hubschrauberabsturz ist, neben dem Flugunfall der Greenlandair bei Nuuk 1962, einer der beiden schwersten Unfälle der grönländischen Zivilluftfahrt, ihm folgte eine der aufwendigsten Bergungen der Luftfahrtgeschichte. Noch nie zuvor war ein Luft- oder Seefahrzeug aus einer so großen Tiefe geborgen worden.

## Flugverlauf
Der Hubschrauber wurde 1969 für Grønlandsfly mit der Baunummer 61469 gefertigt und war vier Jahre im Dienst. Er trug den Spitznamen Aĸigssiaĸ (in neuer Rechtschreibung Aqissiaq). Nach einer Notwasserung war der Hubschrauber im Mai 1972 repariert worden.
Der von Grønlandsfly angebotene Flug sollte um 8:30 Uhr in Nuuk starten und nach einer Flugzeit von 75 Minuten in Paamiut landen. Wegen eines Schneesturms konnte der Hubschrauber nicht pünktlich starten und musste den Abflug um mehrere Stunden verschieben. An Bord befanden sich zwölf Passagiere zwischen 18 und 53 Jahren aus den Städten Nuuk, Paamiut, Nanortalik und Narsaq sowie drei Besatzungsmitglieder. Unter den Passagieren waren die beiden Landesräte Johan Knudsen und Jørgen Poulsen. Auch der Landesrat und spätere Premierminister Jonathan Motzfeldt hatte ein Flugticket gebucht, es aber am Morgen storniert, um doch an einer Ausschusssitzung teilzunehmen, bei der er eigentlich von Lars-Emil Johansen vertreten werden sollte.
Schließlich konnte der Hubschrauber um 12:15 Uhr bei klarem Wetter in Nuuk starten. Alle 20 Minuten sollte eine Kontrollmeldung abgegeben werden. Bereits die erste geplante Meldung um 12:35 Uhr blieb aus. Dem Polizeibericht zufolge wurde die erste Meldung um 12:25 Uhr abgegeben und die um 12:45 Uhr blieb aus. Der Helikopter war um etwa 12:28 Uhr abgestürzt. Noch bis 13:45 Uhr wurde versucht, den Hubschrauber per Funk zu erreichen.
Ein Fischer hatte den Hubschrauber kurz vor dem Absturz etwa sechs Kilometer nördlich der Unfallstelle über sich hinwegfliegen sehen.

## Suche
Als die Besatzung auf Funksprüche nicht reagierte, wurde wegen der ausgebliebenen Kontrollmeldungen Alarm ausgelöst. Um die Maschine zu suchen, wurde um 13:55 Uhr ein Rettungshelikopter von Paamiut aus losgesandt, um die Route abzufliegen. Um 14:15 Uhr startete ein Helikopter von Nuuk aus in die andere Richtung. Man vermutete die Absturzstelle anfangs zwischen Kangerluarsoruseq im Norden und Qeqertarsuatsiaat im Süden. Schließlich wurden knapp sechs Kilometer nordnordöstlich von Utoqqarmiut erste Wrackteile gesichtet. Um 15 Uhr wurde der Polizeikutter Nakuaĸ aus Nuuk beordert, und insgesamt wurden ein Gummiboot, vier noch angeschnallte Leichen, einige kleinere Wrackteile sowie ein Ölteppich gefunden. Die gefundenen Passagiere waren ihren Verletzungen erlegen, doch selbst wenn sie den Absturz überlebt hätten, so wären sie im etwa 0 °C kalten Wasser vermutlich nach kurzer Zeit erfroren. Es wurden noch das Inspektionsschiff Mågen sowie der Fischereikutter Adolf Jensen und der KGH-Trawler Carl Egede an die Stelle beordert, um das Gebiet weiter abzusuchen. Am 28. Oktober wurde weiter nordwestlich von einem Fischer ein Rotorblatt gefunden. Das Wrack blieb aber vorerst verschollen, und die Suche wurde am 15. November eingestellt.
Zwei Hubschrauber desselben Typs waren schon in den USA abgestürzt, ohne dass die Ursache ermittelt werden konnte. Es lag also viel daran, das Hubschrauberwrack zu finden und zu bergen. Die große Wassertiefe in dem Gebiet machte die Suche mit konventionellen Methoden schwierig. Um das Hubschrauberwrack dennoch zu finden, wurde ein Unternehmen aus Florida beauftragt, das mit Unterwassersuchen und -bergungen vertraut war. Am 24. November kamen zwei Navigatoren und zwei Geophysiker in Grönland an. Es wurde ein zentrales Suchgebiet und für den Fall, dass der Hubschrauber dort nicht gefunden werden würde, ein ausgeweitetes Suchgebiet festgelegt. Am 25. November begab man sich ins Absturzgebiet. Für die Suche waren sechs Tage eingeplant. Es wurden Sender auf zwei Inseln eingerichtet und die Nakuaĸ als Suchschiff eingesetzt, das mit einem Sender an einem Kabel den Meeresboden absuchte. Nach zwei Tagen gelang es, das Wrack zu lokalisieren. Es befand sich in einer Wassertiefe von 204 m. Um den Ort wiederzufinden, wurde eine Boje an die Stelle gesetzt. Am nächsten Tag wurde die Position erneut vermessen, für den Fall, dass Treibeis die Boje wegreißen würde. Am Tag darauf war die Boje tatsächlich verschwunden, und es musste eine neue Boje gesetzt werden, die – wie sich später herausstellte – zufälligerweise direkt im Wrack verankert wurde.

## Bergungsversuche

### Erster Bergungsversuch
Die Wassertiefe von über 200 Metern stellte ein großes Problem dar. Noch nie war ein Wrack aus so einer großen Tiefe geborgen worden. Deshalb wurde eine Douglas DC-6 von Grønlandsfly nach Florida geschickt, um ein Mini-U-Boot zu holen. Das Flugzeug landete auf der Sondrestrom Air Base, dem heutigen Flughafen Kangerlussuaq. Dort sollte das demontierte U-Boot, an einem Helikopter hängend, auf das Inspektionsschiff Fylla gebracht werden, das im 12 km entfernten Hafen am Camp Lloyd vor Anker lag. Starke Windböen machten dies jedoch unmöglich. Erst am 7. Dezember konnte das Schiff beladen werden, das schließlich zwei Tage später um 5 Uhr in Nuuk ankam. Dort wurde das U-Boot in einem Hangar von Grønlandsfly montiert. Es zeigte sich, dass das Boot die Strecke zur Unfallstelle nicht aus eigener Kraft zurücklegen konnte, da dies zu lange gedauert hätte und zu riskant gewesen wäre. Außerdem war das Boot zu schwer, um vom Kran der Fylla an Bord genommen werden zu können. Als Lösung wurde das 75 Jahre alte Sandsaugschiff Gustav organisiert, das einen ausreichend starken Kran hatte.
Am 10. Dezember um 7 Uhr verließ eine Gruppe Schiffe, bestehend aus der Fylla, der Nakuaĸ, der Mågen sowie der Gustav mitsamt dem U-Boot an Bord mit insgesamt 103 Mann Nuuk. Für die Bergung wurden drei Tage eingeplant. Auf dem Weg ließ man das U-Boot probeweise zu Wasser, wobei festgestellt wurde, dass es leckte. Bei einem zweiten Versuch wurden keine Probleme festgestellt und die Fahrt konnte mit mehreren Stunden Verzögerung fortgesetzt werden. Um 14:30 Uhr wurde die Unfallstelle erreicht, aber um 16:20 Uhr kam ein starker Sturm auf und alle Schiffe mussten sich in den Fjord Qarajat Iluat begeben, der etwa 16 km nördlich liegt. Erst über Nacht legte sich der Sturm und am 11. Dezember gegen 4 Uhr wurde das U-Boot zu Wasser gelassen, um Fotos und Videoaufnahmen zu machen. Nach zweieinhalb Stunden tauchte das U-Boot wieder auf und wurde danach erneut auf den Meeresboden geschickt, bevor es nach zwei Stunden wieder auftauchen musste, weil ein erneuter Sturm ein weiteres Mal einen Abbruch der Operation erforderte. Kurz vor Mitternacht konnte das U-Boot einen weiteren Tauchgang unternehmen.
Am nächsten Tag wurde es um 3 Uhr erneut zu Wasser gelassen. Gegen Mittag unternahm das U-Boot einen weiteren Tauchgang, um die Bergungskabel am Wrack anzubringen, das dann von der Fylla gehoben werden sollte. Es gelang der U-Boot-Besatzung, das Hauptkabel am Rotorblock anzubringen, aber dabei verfing sich eines der Seitenkabel in der Schraube des U-Boots, das dadurch mit drei Mann an Bord manövrierunfähig am Meeresgrund lag. Das U-Boot griff mit seinem Greifarm nach dem Hauptkabel, um sich von der Fylla mit hochziehen zu lassen. Das Schiff fuhr an, aber das U-Boot kippte um. Dabei wurde das Schiff zurückgezogen und bekam das Kabel in die eigene Schraube. Daraufhin musste die Nakuaĸ eingreifen und machte längsseits an der manövrierunfähigen Fylla fest, damit sie nicht abtrieb. Anschließend wurde die Mågen genutzt, um das Kabel zwischen der Schraube der Fylla und der Schraube des U-Boots zu greifen und das U-Boot nach oben zu ziehen. Es gelang, das U-Boot bis auf zehn Meter unter der Wasseroberfläche hinaufzuziehen. Daraufhin wurden zwei Taucher ins Wasser geschickt, um die Kabel vom U-Boot zu lösen. Einer der Taucher schwamm jedoch regungslos an der Wasseroberfläche und die Fylla musste ihr Beiboot aussetzen, um ihn zu retten. Sein Lungenventil war vereist und er bekam keine Luft. Wenig später war er jedoch wieder einsatzbereit und der Tauchvorgang wurde fortgesetzt. Dabei verfing sich der Fuß des anderen Tauchers in den Seilen und er musste ebenfalls gerettet werden. Fünf Stunden dauerte es, bis das U-Boot wieder an der Wasseroberfläche war und von der Gustav an Bord genommen wurde.
Die Bergungsaktion wurde abgebrochen und alle Schiffe fuhren zurück nach Nuuk, wo sie um 22 Uhr ankamen. Am nächsten Tag weigerte sich das US-amerikanische Bergungsteam zunächst, die Bergung fortzusetzen, ließ sich aber überreden. Dennoch wurde der nächste Versuch auf das neue Jahr verschoben, wegen der bevorstehenden Weihnachtsfeiertage und um das U-Boot in Nuuk reparieren lassen zu können.

### Zweiter Bergungsversuch
Am 17. Januar wurde die Fylla durch das baugleiche Schiff Ingolf abgelöst. Es wurde verbessertes Gerät angeschafft und erneut drei Tage für die Bergung eingeplant, jedoch abhängig von den Wetterverhältnissen. Kurz vor Beginn der Bergung brach sich der Bergungsleiter das Bein und musste ins Krankenhaus eingeliefert werden. Obwohl Ersatz bereitstand, ließ er sich auf eigene Verantwortung aus dem Krankenhaus entlassen. Nach der erfolgreichen Bergung musste er jedoch erneut eingeliefert und in die USA ausgeflogen werden.
Wie erwartet, war die Boje verschwunden, und die Position wurde von der Nakuaĸ erneut ausgemessen und markiert. Am Morgen des 19. Januar kam die Schiffsgruppe an der Absturzstelle an und um 11:20 Uhr wurde das U-Boot zu Wasser gelassen. Es zeigte sich, dass das Hubschrauberwrack – wohl während der Bergung des U-Boots – umgekippt war und nun mit dem Rotorblock nach unten auf dem Meeresgrund lag, was die Bergung noch weiter erschwerte. Es mussten neue Aufnahmen des Wracks gemacht werden, um die Bergung noch einmal planen zu können. Nach drei Stunden kam das U-Boot wieder an die Wasseroberfläche und am späten Nachmittag mussten wegen eines Sturms alle Schiffe den Fjord aufsuchen.
Am 20. Januar tauchte das U-Boot erneut an der Boje hinab, aber das Wrack war verschwunden. Es stellte sich heraus, dass der Sturm die Boje fortgetrieben hatte und es musste erneut danach gesucht werden. Nachdem die Unfallstelle wiedergefunden worden war, wurden zwei Anker im Wrack befestigt. Dann kam ein weiterer Sturm auf und man musste erneut in den Fjord fahren. Am 21. Januar tauchte das U-Boot wieder ab, machte neue Aufnahmen und befestigte die Bergungsseile, aber nach einem Tauchgang erzwang das Wetter erneut eine Bergungspause. Die Ingolf nutzte die nun längere Pause, um nach Nuuk zu fahren und ihre Frischwassertanks aufzufüllen.
Am 23. Januar wurde das U-Boot morgens ein weiteres Mal zu Wasser gelassen, aber ein leerer Akku verhinderte weitere Aktionen an diesem Tag. Am 24. Januar sollte schließlich die eigentliche Bergung beginnen. Zuerst sollte der abseits liegende Heckrotor geborgen werden. Das U-Boot befestigte morgens das Kabel, und gegen 16 Uhr war der Heckrotor an Bord der Ingolf. Am Abend sollte das U-Boot weitere Aufnahmen machen, konnte das Wrack aber nicht mehr lokalisieren. Am nächsten Tag wurden die Kabel am Hauptwrack angebracht, was den ganzen Tag in Anspruch nahm. Erst am frühen Morgen des 26. Januar wurde das Hauptkabel befestigt, da zuvor das Wrack nicht gefunden werden konnte, und dann das Kabel. Am Abend war alles bereit für die Bergung, aber plötzlich kam erneut ein starker Sturm auf und alle Schiffe mussten zum wiederholten Mal in den Fjord fahren. Am nächsten Tag lagen die Schiffe noch immer im Fjord, der allmählich vereiste. Die Nakuaĸ musste das Eis brechen.

### Die Bergung
Am 28. Januar konnte die Bergung fortgesetzt werden. Dabei verfing sich das Seil in der Schraube der Ingolf und musste von Tauchern gelöst werden. Um 12:30 Uhr wurde das Seil hochgezogen. Nach einer Stunde war es vollends eingezogen, jedoch ohne das daran ursprünglich befestigte Wrack. Das U-Boot wurde erneut nach unten geschickt, konnte das Wrack aber nicht mehr finden.
Am nächsten Tag wurde es wiedergefunden und das U-Boot befestigte das Seil in sieben Stunden von Neuem. Um 16:30 Uhr wurde es wieder auf die Ingolf geladen. Nun sollte die Gustav das Wrack hochziehen. Um 17 Uhr wurde das Seil wieder hochgezogen und diesmal war das Wrack daran befestigt. Es kam ein starker Schneesturm auf. Die Taucher konnten nicht hinabtauchen und weitere Seile befestigen. Das Wrack wurde also ohne weitere Befestigungen hochgezogen. Ingolf, Gustav und Nakuaĸ wurden aneinandergebunden und das Hubschrauberwrack von der Gustav aus dem Wasser gehoben. Der Sturm nahm immer weiter zu und das stark zerstörte Wrack wurde nur noch durch die Befestigungskabel zusammengehalten. Es war nicht möglich, das Wrack an Bord zu heben. Nachts begann das Wrack auseinanderzufallen und es wurde beschlossen, dass das Wrack näher am Ufer wieder ins Wasser gelassen werden sollte.
Auf der Ingolf wurde in der Zwischenzeit das Wasser knapp, das übermäßig stark wegen der dauerhaft laufenden Motoren genutzt wurde, um das Schiff gegen die Strömung auf seiner Position halten zu können. Es gab kein Trinkwasser mehr an Bord und damit auch kein Spülwasser für Geschirr oder um sich zu waschen. Als auch das letzte Kühlwasser aufgebraucht war, musste das Schiff am Nachmittag des 30. Januar erneut nach Nuuk fahren. Währenddessen war die Boje an der neuen Stelle wieder fortgerissen worden und Taucher konnten das Wrack nicht finden.
Am 31. Januar waren alle Schiffe wieder an der Wrackstelle. Auch das U-Boot wurde mitgenommen, obwohl die Besatzung ihre Aufgabe als erledigt angesehen hatte. Trotz zwei U-Boot-Tauchgängen und einer weiteren Suche mit Tauchern konnte das Wrack nicht mehr gefunden werden. Die U-Boot-Besatzung wurde entlassen und fuhr mit der Gustav und der Naluaĸ nach Nuuk, von wo aus sie nach Florida heimreiste.
Am nächsten Tag, dem 1. Februar 1974, lokalisierten Taucher das Wrack und befestigten wieder Seile daran. Es wurde eine Eisenstange hergestellt, mit der das Wrack senkrecht aus dem Wasser gehoben werden sollte. Erst am 4. Februar konnte die Bergung fortgesetzt werden. Mit der Eisenstange wurde das Wrack hochgezogen, aber als es aus dem Wasser gehoben wurde, bog sich die Stange unter dem Gewicht des Helikopterwracks durch. Das Wrack wurde noch weiter ans Ufer gebracht und dann hochgezogen. Am Nachmittag befand sich das Wrack auf der Gustav und die Schiffe fuhren nach Nuuk zurück. Dort wurde das Wrack untersucht und das Skelett eines uniformierten Besatzungsmitglieds im Wrack gefunden.

## Nachspiel
Die Besatzung der Gustav erhielt einen viertägigen Urlaub, und als sie mit dem Sandsaugen beginnen wollte, war das Schiff verschwunden. Das alte Schiff war von der Bergung völlig überfordert, war leckgeschlagen und lag nun im Hafen von Nuuk auf dem Meeresgrund.
Die Wrackteile des Hubschraubers wurden nach Dänemark ausgeflogen, wo sie am Militärflugplatz Værløse untersucht werden sollten. Die Unfallursache des Hubschrauberabsturzes konnte nicht geklärt werden. Möglicherweise war es ein Rotorausfall.